# Luiz Fernando Teixeira
Luiz Fernando Teixeira Ferreira (Águas da Prata, 10 de setembro de 1962) é um empresário, dirigente esportivo e político brasileiro, filiado ao Partido dos Trabalhadores (PT).
Atualmente exerce o terceiro mandato de deputado estadual pelo estado de São Paulo. É irmão do ministro do Desenvolvimento Agrário e Agricultura Familiar Paulo Teixeira.

## Carreira

### Vereança e São Bernardo FC
Em 1988, foi eleito como vereador do município de Casa Branca com 189 votos (1.58%) pelo PSB.
Foi criador do Projeto Tigrinho, que desenvolveu escolinhas de futebol em um trabalho social para as crianças. Também foi dirigente do São Bernardo Futebol Clube, que operou o projeto, de 2009 até 2016. Em 2008, foi coordenador da campanha de Luiz Marinho na eleição municipal de São Bernardo do Campo.

### Deputado estadual
Em 2014, convidado por Luiz Marinho, entrou na política, sendo eleito como deputado estadual com 102.905 votos. Foi reeleito em 2018 com 85.271 votos e em 2022 com 141.017 votos.
Em 2017, Luiz Fernando foi eleito como 1º Secretário da Alesp, com 89 votos, para o período de 2017-2019, sendo reeleito para o período de 2021-2023. No mesmo ano, foi membro da “Frente Parlamentar contra a Instalação de uma Usina Termoelétrica na cidade de Peruíbe”. Lidera a Frente Parlamentar da Indústria Química.
Em 2023, foi eleito presidente da Comissão de Infraestrutura. No mesmo ano atuou contra a privatização da Sabesp e foi escolhido como pré-candidato para prefeito de São Bernardo do Campo na eleição municipal de 2024.
Em seu mandato como deputado estadual, criticou a atuação do prefeito Orlando Morando por, entre outras questões, vender terrenos públicos. No contexto das críticas contra a gestão do prefeito Orlando Morando, Luiz Fernando, em entrevista para o Diário do Grande ABC, falou que o único projeto do psdbista foi “eleger e reeleger” sua esposa, a deputada estadual Carla Morando (PSDB).
Sua fala foi criticada no meio político, e em nota, falou que “...que em nenhum momento quis praticar qualquer tipo de discriminação ou ofensa contra a deputada citada”, mas que a crítica era contra a gestão de Morando. Carla Morando buscou processar o deputado, e o denunciou no Conselho de Ética da Alesp.
A Comissão de Ética arquivou o pedido de cassação contra Luiz Fernando, e o Tribunal de Justiça de São Paulo, em 2024, rejeitou a queixa-crime por unanimidade, com a conclusão do relator José Jarbas de Aguiar Gomes: “Em que pese a combatividade da querelante e os argumentos relevantes por ela deduzidos, é forçoso reconhecer que sobre o caso concreto incide o artigo 53 da Constituição Federal, sobretudo por tratar-se de crítica a respeito da administração pública, feita por um parlamentar em exercício, a respeito da gestão da cidade, portanto, relacionada à sua atuação política”. O deputado, publicamente, em 2023, condenou o machismo e considerou o caso como 'página virada', que reconhece os méritos da deputada e que não tem nenhum problema pessoal com ela.
Luiz Fernando também foi responsável pelo PL 1.222/2023, que regulamenta o uso do celular em sala de aula em contexto educacional, aprovado de forma unanima no dia 4 de outubro de 2023 pela “Comissão de Constituição, Justiça e Redação”.

### Eleições 2024
No dia 20 de julho de 2024, foi confirmado como candidato à prefeito de São Bernardo do Campo no contexto das eleições de 2024, tendo William Dib como companheiro de chapa. No fim, ficou em terceiro lugar, com 23,1% dos votos.

## Desempenho eleitoral
| Ano  | Eleição                             | Cargo             | Partido | Coligação Federação                                                                           | Suplente Vice | Votos   | %      | Resultado     |
| ---- | ----------------------------------- | ----------------- | ------- | --------------------------------------------------------------------------------------------- | ------------- | ------- | ------ | ------------- |
| 1988 | Municipais de Casa Branca           | Vereador          | PSB     | Nenhuma                                                                                       | -             | 189     | 1.58%  | Eleito        |
| 2014 | Estaduais em São Paulo              | Deputado estadual | PT      | Nenhuma                                                                                       | -             | 102.905 | 0,50%  | Eleito        |
| 2018 | Estaduais em São Paulo              | Deputado estadual | PT      | Nenhuma                                                                                       | -             | 85.271  | 0,41%  | Eleito por QP |
| 2022 | Estaduais em São Paulo              | Deputado estadual | PT      | FE Brasil                                                                                     | -             | 141.017 | 0,61%  | Eleito por QP |
| 2024 | Municipais de São Bernardo do Campo | Prefeito          | PT      | Juntos por São Bernardo - FE Brasil da Esperança - Fed. PSOL-REDE - MOBILIZA - PDT - PSB - DC | Dr. Dib (PSB) | 96,426  | 23,09% | Não eleito    |